# Ron Weasley
Ronald Bilius "Ron" Weasley este un personaj fictiv care apare în volumele Harry Potter, scrise de J. K. Rowling. Ron Weasley este unul dintre personajele principale, împreună cu Harry Potter și Hermione Granger. Ron provine dintr-o familie cu sânge pur de vrăjitori nu prea înstăriți, trădători de sânge.Are 5 frați ( Bill, Charlie, Percy, Fred  și George Weasley ) și o soră ( Ginny Weasley), ea fiind mezina familiei, imediat urmată de Ron, care e doar cu un an mai mare.
Dușmanii lui Ron și al restul familiei Weasley sunt familia Malfoy (Reacredință). Aceștia sunt tot sânge-pur, dar cu principii diferite și mult mai aroganți. 
Ron face parte din Casa Cercetașilor (Gryffindor). Deși este uneori ironic și amuzant, este foarte loial prietenilor săi. Are întotdeauna voință și îi ajută pe prietenii săi. 
În anul 2, bagheta i se rupe, în timp ce încerca să se apere de Salcia Bătăușă (Whomping Willow). Ron încearcă să își lipească bagheta cu magi-scotch, dar acest lucru nu prea ajută. În final acesta este nevoit să își cumpere o altă baghetă, aceea nemaifiind bună de nimic. 
În anul 4 acesta este gelos pe relația dintre Hermione Granger și Viktor Krum. De asemenea, este supărat din cauza cuplului format în anul 6 din sora sa, Ginny Weasley, cu Harry, dar până la urmă acceptă situația.
În anul 6 acesta o are ca iubită pe Lavender Brown, dar aceștia ajung să se despartă oricum după câteva luni.
În anul 7 ajunge să fie împreună cu Hermione. Cei 2 se sărută în timpul Bătăliei de la Hogwarts, în Camera Secretelor. 
Mai târziu se căsătorește cu Hermione, iar împreună aceștia au 2 copii, respectiv Rose și Hugo Granger-Weasley.